# Tsna (Mokcha)
Pour les articles homonymes, voir Tsna.
La rivière Tsna (en russe : Цна) est un cours d'eau de Russie et un affluent de la rive gauche de la Mokcha, elle-même affluent de l'Oka, donc sous-affluent de la Volga.

## Géographie
Elle arrose les oblasts de Riazan et de Tambov. Elle est longue de 451 km et draine un bassin de 21 500 km2.
La Tsna arrose les villes de Kotovsk, Tambov, Morchansk et Sassovo.

## Source
- Grande Encyclopédie soviétique